# Pavlo Vasylyk
Pavlo Vasylyk (in ucraino Павло́ Васи́лик?; Borislavci, 8 agosto 1926 – Kolomyja, 12 dicembre 2004) è stato un vescovo cattolico ucraino, eparca di Kolomyja-Černivci della Chiesa greco-cattolica ucraina, vittima della persecuzione dei cristiani in Unione Sovietica, prigioniero dei Gulag.

## Biografia
Nacque nel villaggio di Borislavci, in Polonia, in una famiglia di 11 figli.
Frequentò il ginnasio a Przemyśl e dal 1943 il seminario diocesano della stessa città che viene chiuso dai comunisti nel 1945. Durante la Seconda Guerra Mondiale la famiglia Vasylyk è deportata in Oblast' di Ternopil'.
Dopo lo stabilirsi del potere sovietico sul territorio dell'Ucraina occidentale e l'inizio della persecuzione contro la Chiesa greco-cattolica ucraina, Vasylyk, pur essendo laico, viene arrestato il 1º aprile 1947 con l'accusa di rapporti con l'Esercito insurrezionale ucraino, rinchiuso nella prigione di Leopoli, in carcere ha la fortuna di incontrare un sacerdote Mykola Cegel'skij, uno che tempra la fede del giovane seminarista. Vasylyk viene condannato a 5 anni di Gulag che sconta in Repubblica Socialista Sovietica Autonoma di Baschiria dove incontra il sacerdote Władysław Bukowiński.
Il 1º gennaio 1950 viene ordinato diacono in lager, dal vescovo gesuita Viktor Novikov. Nel dicembre 1955 è liberato dal lager e condannato al confino in Siberia. Nel 1956 ottiene di poter ritornare a casa. Il 18 novembre 1956 viene clandestinamente ordinato sacerdote dal vescovo Mykola Čarnec'kyj.
Nel 1957 si sposta in Crimea. Il 22 gennaio 1959 è nuovamente arrestato e condannato a 5 anni di lager da scontare in Mordovia, dove incontra il metropolita Josyp Slipyj. Dopo la liberazione dal lager è condannato ad altri 5 anni di confino.
Il 1º maggio 1974 viene clandestinamente ordinato vescovo da Iosafat Fedorik, esarca dei greco cattolici dell'Asia Centrale. Vasylyk fa parte del gruppo di clero ucraino che il 4 agosto 1987 dichiarano pubblicamente di uscire dalla chiesa catacombale ed è lui che presiede una delle prime celebrazioni pubbliche il 17 luglio 1989, raccogliendo più di 40.000 fedeli.

## Genealogia episcopale
La genealogia episcopale è:
- Arcivescovo Onofrio Costantini
- Arcivescovo Filoteo Zassi, O.S.B.M.
- Arcivescovo Basilio Matranga, O.S.B.M.
- Arcivescovo Giuseppe Schirò, O.S.B.M.
- Arcivescovo Jason Junosza Smogorževsky
- Vescovo Petro Bielański
- Arcivescovo Anton Anhelovych
- Cardinale Mihail Lewicki
- Vescovo Vasyl Popovych
- Vescovo Jozef Gaganecz
- Vescovo János Pásztélyi Kovács
- Vescovo Ján Vályi
- Vescovo Gyula Firczák
- Vescovo Julije Drohobeczky
- Arcivescovo Antal Papp
- Vescovo Miklós Dudás, O.S.B.M.
- Vescovo Teodoro Romža
- Vescovo Oleksandr Chira
- Vescovo Yosafat Yosyf Fedoryk, O.S.B.M.
- Vescovo Pavlo Vasylyk